# Scymnus subvillosa
Scymnus subvillosa is een keversoort uit de familie lieveheersbeestjes (Coccinellidae). De wetenschappelijke naam van de soort is voor het eerst geldig gepubliceerd in 1777 door Goeze.